# San Sosti
San Sosti – miejscowość i gmina we Włoszech, w regionie Kalabria, w prowincji Cosenza.
Według danych na rok 2004 gminę zamieszkiwały 2323 osoby, 54 os./km².